# Битва при Нарбонне (436)

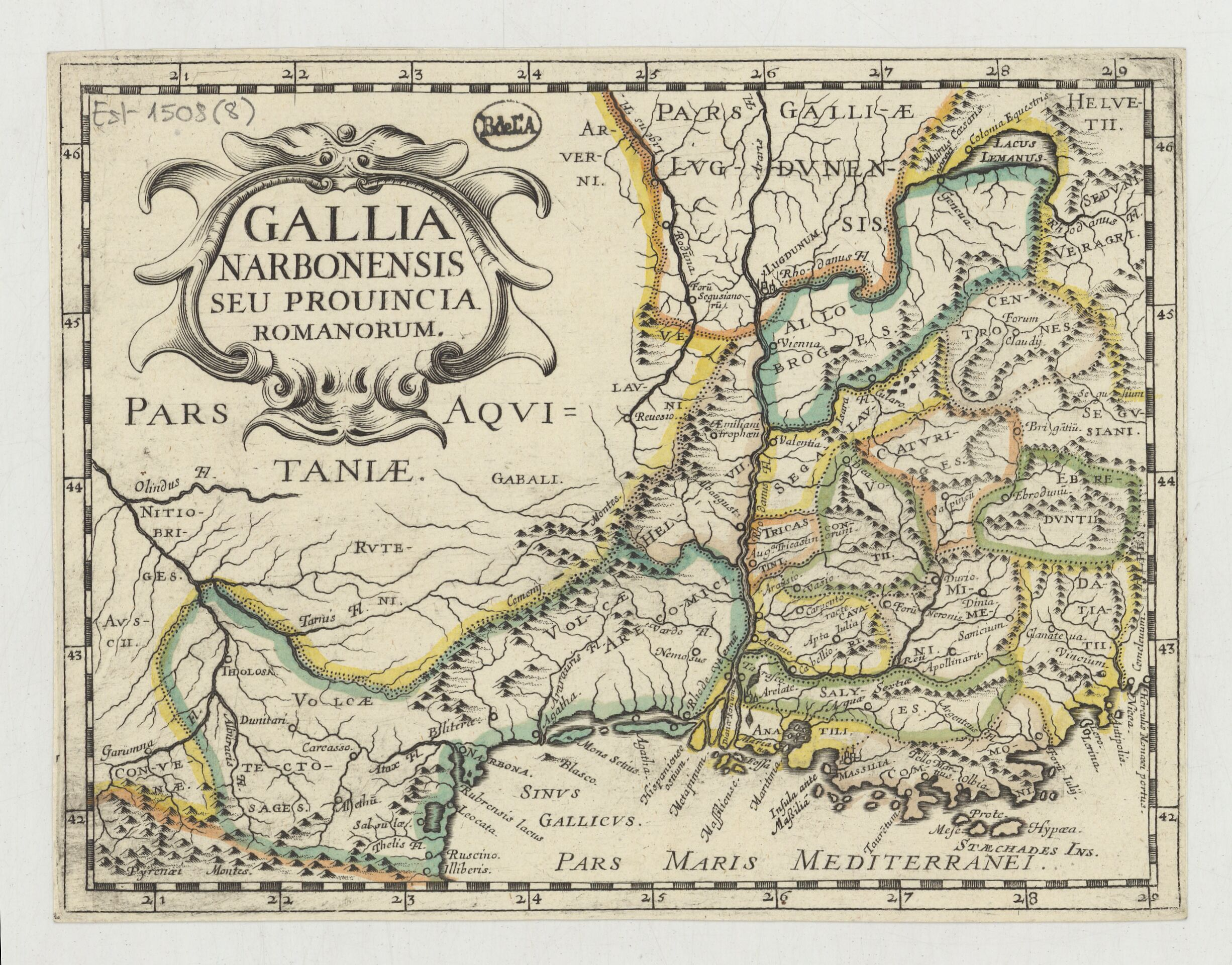
Нарбонская Галлия. Карта 1668 г.

Би́тва при Нарбо́нне или Осада Нарбонна — борьба войск Западной Римской империи за удержание провинциального центра Нарбонской Галлии города Нарбо-Марциуса (совр. Нарбонн), блокированного вестготами Теодориха I.
Вестготы воспользовались тем, что войска Западной Римской империи под командованием Аэция в течение 435-436 годов боролись против бургундов короля Гундекария, и в 436 году начали масштабное наступление на Нарбо-Марциус. Они блокировали город, намереваясь взять его голодом.
Римские власти, благодаря дружеским отношениям между военачальником Флавием Аэцием и гуннскими вождями, активно использовало помощь гуннов и аланов в борьбе против бургундов и вестготов. После того, как в 437 году полководец Аэция Литорий подавил восстание багаудов в Арморике, взяв в плен лидера мятежников Тибаттона, он решил вмешаться, чтобы помочь Нарбонне, пытаясь освободить ее от осады вестготов. В его распоряжении, помимо остатков галльской полевой армии, находились также многочисленные гуннские наемники, которым было приказано направиться в Нарбонну. Кольцо вестготской блокады было прорвано. После того как варвары были обращены в бегство, гуннские наёмники принесли голодающему населению города по мешку зерна, таким образом снабдив город продовольствием.
Чуть позже Литорий вторгся в глубь королевства вестготов и в 439 году оказался у стен столицы вестготов Толозы (совр. Тулуза). Теодорих I просил о мире, но Литорий, уверенный в своей победе, отказался пропустить его армию. Сражение при Толозе окончилось победой вестготов и гибелью Литория.